# Horace Parlan
Horace Parlan (19 de janeiro de 1931 – 23 de fevereiro de 2017) foi um pianista estadunidense de hard bop e post-bop.
Mais conhecido por suas contribuições aos clássicos de Charles Mingus, Mingus Ah Um e Blues & Roots.